# (5661) Hildebrand
(5661) Hildebrand est un astéroïde de la ceinture principale.

## Description
(5661) Hildebrand est un astéroïde de la ceinture principale. Il fut découvert par Nikolaï Tchernykh le 14 août 1977 à Nauchnyj. Il présente une orbite caractérisée par un demi-grand axe de 3,9625 UA, une excentricité de 0,233 et une inclinaison de 13,31° par rapport à l'écliptique.
Il fut nommé en hommage au géologue canadien Alan R. Hildebrand (1955- ), qui découvrit le cratère Chicxulub dans la péninsule du Yucatán.

## Compléments